# Coupe du monde de ski de fond 2011-2012
Navigation
Édition précédente Édition suivante
La 31e édition de la Coupe du monde de ski de fond s'est déroulée du 19 novembre 2011 au 18 mars 2012.

## Attribution des points

### Manches de coupe du monde
| Place  | 1   | 2  | 3  | 4  | 5  | 6  | 7  | 8  | 9  | 10 | 11 | 12 | 13 | 14 | 15 | 16 | 17 | 18 | 19 | 20 | 21 | 22 | 23 | 24 | 25 | 26 | 27 | 28 | 29 | 30 |
| ------ | --- | -- | -- | -- | -- | -- | -- | -- | -- | -- | -- | -- | -- | -- | -- | -- | -- | -- | -- | -- | -- | -- | -- | -- | -- | -- | -- | -- | -- | -- |
| Points | 100 | 80 | 60 | 50 | 45 | 40 | 36 | 32 | 29 | 26 | 24 | 22 | 20 | 18 | 16 | 15 | 14 | 13 | 12 | 11 | 10 | 9  | 8  | 7  | 6  | 5  | 4  | 3  | 2  | 1  |

### Nordic Opening et Finale coupe du monde
| Place  | 1   | 2   | 3   | 4   | 5  | 6  | 7  | 8  | 9  | 10 | 11 | 12 | 13 | 14 | 15 | 16 | 17 | 18 | 19 | 20 | 21 | 22 | 23 | 24 | 25 | 26 | 27 | 28 | 29 | 30 |
| ------ | --- | --- | --- | --- | -- | -- | -- | -- | -- | -- | -- | -- | -- | -- | -- | -- | -- | -- | -- | -- | -- | -- | -- | -- | -- | -- | -- | -- | -- | -- |
| Points | 200 | 160 | 120 | 100 | 90 | 80 | 72 | 64 | 58 | 52 | 48 | 44 | 40 | 36 | 32 | 30 | 28 | 26 | 24 | 22 | 20 | 18 | 16 | 14 | 12 | 10 | 8  | 6  | 4  | 2  |

| Place  | 1  | 2  | 3  | 4  | 5  | 6  | 7  | 8  | 9  | 10 | 11 | 12 | 13 | 14 | 15 | 16 | 17 | 18 | 19 | 20 | 21 | 22 | 23 | 24 | 25 | 26 | 27 | 28 | 29 | 30 |
| ------ | -- | -- | -- | -- | -- | -- | -- | -- | -- | -- | -- | -- | -- | -- | -- | -- | -- | -- | -- | -- | -- | -- | -- | -- | -- | -- | -- | -- | -- | -- |
| Points | 50 | 46 | 43 | 40 | 37 | 34 | 32 | 30 | 28 | 26 | 24 | 22 | 20 | 18 | 16 | 15 | 14 | 13 | 12 | 11 | 10 | 9  | 8  | 7  | 6  | 5  | 4  | 3  | 2  | 1  |

### Tour de Ski
| Place  | 1   | 2   | 3   | 4   | 5   | 6   | 7   | 8   | 9   | 10  | 11 | 12 | 13 | 14 | 15 | 16 | 17 | 18 | 19 | 20 | 21 | 22 | 23 | 24 | 25 | 26 | 27 | 28 | 29 | 30 |
| ------ | --- | --- | --- | --- | --- | --- | --- | --- | --- | --- | -- | -- | -- | -- | -- | -- | -- | -- | -- | -- | -- | -- | -- | -- | -- | -- | -- | -- | -- | -- |
| Points | 400 | 320 | 240 | 200 | 180 | 160 | 144 | 128 | 116 | 104 | 96 | 88 | 80 | 72 | 64 | 60 | 56 | 52 | 48 | 44 | 40 | 36 | 32 | 28 | 24 | 20 | 16 | 12 | 8  | 4  |

| Place  | 1  | 2  | 3  | 4  | 5  | 6  | 7  | 8  | 9  | 10 | 11 | 12 | 13 | 14 | 15 | 16 | 17 | 18 | 19 | 20 | 21 | 22 | 23 | 24 | 25 | 26 | 27 | 28 | 29 | 30 |
| ------ | -- | -- | -- | -- | -- | -- | -- | -- | -- | -- | -- | -- | -- | -- | -- | -- | -- | -- | -- | -- | -- | -- | -- | -- | -- | -- | -- | -- | -- | -- |
| Points | 50 | 46 | 43 | 40 | 37 | 34 | 32 | 30 | 28 | 26 | 24 | 22 | 20 | 18 | 16 | 15 | 14 | 13 | 12 | 11 | 10 | 9  | 8  | 7  | 6  | 5  | 4  | 3  | 2  | 1  |

## Classements

### Classements généraux
| Rang | Nom               | Points |
| ---- | ----------------- | ------ |
| 1    | Dario Cologna     | 2216   |
| 2    | Devon Kershaw     | 1466   |
| 3    | Petter Northug    | 1199   |
| 4    | Marcus Hellner    | 1058   |
| 5    | Alexander Legkov  | 1000   |
| 6    | Alex Harvey       | 974    |
| 7    | Maxim Vylegzhanin | 911    |
| 8    | Maurice Manificat | 768    |
| 9    | Ilia Chernousov   | 750    |
| 10   | Eldar Roenning    | 675    |

| Rang | Nom                  | Points |
| ---- | -------------------- | ------ |
| 1    | Marit Bjørgen        | 2689   |
| 2    | Justyna Kowalczyk    | 2489   |
| 3    | Therese Johaug       | 1807   |
| 4    | Charlotte Kalla      | 1336   |
| 5    | Kikkan Randall       | 1273   |
| 6    | Marthe Kristoffersen | 1033   |
| 7    | Krista Lähteenmäki   | 912    |
| 8    | Aino-Kaisa Saarinen  | 884    |
| 9    | Astrid Jacobsen      | 877    |
| 10   | Vibeke Skofterud     | 707    |

### Classements de distance
| Rang | Nom               | Points |
| ---- | ----------------- | ------ |
| 1    | Dario Cologna     | 1052   |
| 2    | Devon Kershaw     | 781    |
| 3    | Alexander Legkov  | 673    |
| 4    | Maxim Vylegzhanin | 657    |
| 5    | Petter Northug    | 619    |

| Rang | Nom                  | Points |
| ---- | -------------------- | ------ |
| 1    | Marit Bjørgen        | 1448   |
| 2    | Justyna Kowalczyk    | 1324   |
| 3    | Therese Johaug       | 1231   |
| 4    | Charlotte Kalla      | 804    |
| 5    | Marthe Kristoffersen | 699    |

### Classements de sprint
| Rang | Nom                 | Points |
| ---- | ------------------- | ------ |
| 1    | Teodor Peterson     | 617    |
| 2    | Nikolaï Morilov     | 494    |
| 3    | Eirik Brandsdal     | 483    |
| 4    | Alexey Petukhov     | 435    |
| 5    | Ola Vigen Hattestad | 426    |

| Rang | Nom                    | Points |
| ---- | ---------------------- | ------ |
| 1    | Kikkan Randall         | 658    |
| 2    | Maiken Caspersen Falla | 536    |
| 3    | Marit Bjørgen          | 521    |
| 4    | Justyna Kowalczyk      | 515    |
| 5    | Natalia Matveeva       | 469    |

## Calendrier et podiums

### Hommes

#### Épreuves individuelles
| N°                                               | Lieu                               | Épreuve                            | Date                               | Vainqueur           | Deuxième               | Troisième              |
| ------------------------------------------------ | ---------------------------------- | ---------------------------------- | ---------------------------------- | ------------------- | ---------------------- | ---------------------- |
| 1                                                | Sjusjøen                           | 15 km libre                        | 19 novembre 2011                   | Johan Olsson        | Petter Northug         | Roland Clara           |
| Nordic Opening (25 au 27 novembre 2011)          |                                    |                                    |                                    |                     |                        |                        |
| 2                                                | Kuusamo                            | Sprint style classique             | 25 novembre 2011                   | Teodor Peterson     | Nikita Kriukov         | Øystein Pettersen      |
| 3                                                | Kuusamo                            | 10 km libre                        | 26 novembre 2011                   | Petter Northug      | Roland Clara           | Maurice Manificat      |
| 4                                                | Kuusamo                            | 15 km classique avec handicap      | 27 novembre 2011                   | Alexey Poltoranin   | Eldar Rønning          | Daniel Richardsson     |
| 5                                                | Nordic Opening - Classement Final  | Nordic Opening - Classement Final  | Nordic Opening - Classement Final  | Petter Northug      | Dario Cologna          | Eldar Roenning         |
| Fin du Nordic Opening                            |                                    |                                    |                                    |                     |                        |                        |
| 6                                                | Düsseldorf                         | Sprint style libre                 | 3 décembre 2011                    | Ola Vigen Hattestad | Alexey Petukhov        | Paal Golberg           |
| 7                                                | Davos                              | 30 km libre                        | 10 décembre 2011                   | Petter Northug      | Maurice Manificat      | Lukáš Bauer            |
| 8                                                | Davos                              | Sprint style libre                 | 11 décembre 2011                   | Alexey Petukhov     | Teodor Peterson        | Emil Jönsson           |
| 9                                                | Rogla                              | 15 km classique départ en ligne    | 17 décembre 2011                   | Petter Northug      | Dario Cologna          | Alexey Poltoranin      |
| 10                                               | Rogla                              | Sprint style libre                 | 18 décembre 2011                   | Dario Cologna       | Nikolaï Morilov        | Anders Gloeersen       |
| Tour de ski (29 décembre 2011 au 8 janvier 2012) |                                    |                                    |                                    |                     |                        |                        |
| 11                                               | Oberhof                            | 3,75 km libre (prologue)           | 29 décembre 2011                   | Petter Northug      | Dario Cologna          | Maurice Manificat      |
| 12                                               | Oberhof                            | 15 km classique avec handicap      | 30 décembre 2011                   | Axel Teichmann      | Petter Northug         | Dario Cologna          |
| 13                                               | Oberstdorf                         | Sprint style classique             | 31 décembre 2011                   | Nikita Krioukov     | Alexei Petukhov        | Nikolaï Morilov        |
| 14                                               | Oberstdorf                         | 20 km skiathlon                    | 1er janvier 2012                   | Petter Northug      | Dario Cologna          | Maxim Vylegzhanin      |
| 15                                               | Toblach                            | 5 km classique                     | 3 janvier 2012                     | Alexander Legkov    | Eldar Roenning         | Dario Cologna          |
| 16                                               | Toblach                            | Sprint style libre                 | 4 janvier 2012                     | Nikolaï Morilov     | Petter Northug         | Dario Cologna          |
| 17                                               | Cortina → Toblach                  | 32 km libre avec handicap          | 5 janvier 2012                     | Dario Cologna       | Petter Northug         | Alexander Legkov       |
| 18                                               | Val di Fiemme                      | 20 km classique départ en ligne    | 7 janvier 2012                     | Eldar Roenning      | Alex Harvey            | Dario Cologna          |
| 19                                               | Val di Fiemme                      | 9 km libre avec handicap           | 8 janvier 2012                     | Alexander Legkov    | Maurice Manificat      | Marcus Hellner         |
| 20                                               | Tour de ski - Classement Final     | Tour de ski - Classement Final     | Tour de ski - Classement Final     | Dario Cologna       | Marcus Hellner         | Petter Northug         |
| Fin du Tour de ski                               |                                    |                                    |                                    |                     |                        |                        |
| 21                                               | Milan                              | Sprint style libre                 | 14 janvier 2012                    | Eirik Brandsdal     | Josef Wenzl            | Teodor Peterson        |
| 22                                               | Otepää                             | Sprint style classique             | 21 janvier 2012                    | Dario Cologna       | Ola Vigen Hattestad    | Eirik Brandsdal        |
| 23                                               | Otepää                             | 15 km classique                    | 22 janvier 2012                    | Dario Cologna       | Lukáš Bauer            | Devon Kershaw          |
| 24                                               | Moscou                             | Sprint style libre                 | 2 février 2012                     | Teodor Peterson     | Anders Gloeersen       | Devon Kershaw          |
| 25                                               | Rybinsk                            | 15 km libre départ en ligne        | 4 février 2012                     | Devon Kershaw       | Ilia Chernousov        | Tobias Angerer         |
| 26                                               | Rybinsk                            | 30 km skiathlon                    | 5 février 2012                     | Maxim Vylegzhanin   | Ilia Chernousov        | Tobias Angerer         |
| 27                                               | Nové Město na Moravě               | 30 km classique départ en ligne    | 11 février 2012                    | Johan Olsson        | Dario Cologna          | Maxim Vylegzhanin      |
| 28                                               | Szklarska Poreba                   | Sprint style libre                 | 17 février 2012                    | Devon Kershaw       | Nikolaï Morilov        | Ola Vigen Hattestad    |
| 29                                               | Szklarska Poreba                   | 15 km classique                    | 18 février 2012                    | Johan Olsson        | Dario Cologna          | Alexander Legkov       |
| 30                                               | Lahti                              | 30 km skiathlon                    | 3 mars 2012                        | Dario Cologna       | Martin Johnsrud Sundby | Alex Harvey            |
| 31                                               | Lahti                              | Sprint style classique             | 4 mars 2012                        | Emil Joensson       | Teodor Peterson        | Nikita Krioukov        |
| 32                                               | Drammen                            | Sprint style classique             | 7 mars 2012                        | Eirik Brandsdal     | Len Valjas             | Paal Golberg           |
| 33                                               | Oslo                               | 50 km classique départ en ligne    | 10 mars 2012                       | Eldar Roenning      | Dario Cologna          | Martin Johnsrud Sundby |
| Finale Coupe du monde (14 au 18 mars 2012)       |                                    |                                    |                                    |                     |                        |                        |
| 34                                               | Stockholm                          | Sprint style classique             | 14 mars 2012                       | Eirik Brandsdal     | Teodor Peterson        | Len Valjas             |
| 35                                               | Falun                              | 3,3 km libre                       | 16 mars 2012                       | Alex Harvey         | Dario Cologna          | Devon Kershaw          |
| 36                                               | Falun                              | 15 km classique départ en ligne    | 17 mars 2012                       | Dario Cologna       | Eldar Roenning         | Len Valjas             |
| 37                                               | Falun                              | 15 km libre avec handicap          | 18 mars 2012                       | Petr Sedov          | Alex Harvey            | Roland Clara           |
| 38                                               | Finale Coupe du monde - Classement | Finale Coupe du monde - Classement | Finale Coupe du monde - Classement | Dario Cologna       | Devon Kershaw          | Niklas Dyrhaug         |

#### Épreuves par équipes
| Étape | Lieu                 | Épreuve                        | Date             | Vainqueur                                                                  | Deuxième                                                                            | Troisième                                                              |
| ----- | -------------------- | ------------------------------ | ---------------- | -------------------------------------------------------------------------- | ----------------------------------------------------------------------------------- | ---------------------------------------------------------------------- |
| 1     | Sjusjøen             | Relais (4 × 10 km)             | 20 novembre 2011 | Norvège Eldar Rønning Finn Hågen Krogh Lars Berger Petter Northug          | Norvège John Kristian Dahl Ronny Fredrik Ansnes Morten Eilifsen Sjur Røthe          | Suède Marcus Hellner Daniel Richardsson Johan Olsson Calle Halfvarsson |
| 2     | Düsseldorf           | Sprint par équipes style libre | 4 décembre 2011  | Suède Jesper Modin Teodor Peterson                                         | Russie Nikita Kriukov Alexey Petukhov                                               | Norvège Paal Golberg Ola Vigen Hattestad                               |
| 3     | Milan                | Sprint par équipes style libre | 15 janvier 2012  | Russie Alexey Petukhov Nikolaï Morilov                                     | Suède Calle Halfvarsson Teodor Peterson                                             | Italie David Hofer Fulvio Scola                                        |
| 4     | Nové Město na Moravě | Relais (4 × 10 km)             | 12 février 2012  | Norvège Eldar Rønning Niklas Dyrhaug Martin Johnsrud Sundby Petter Northug | Russie Dmitri Iaparov Stanislav Voljentsev Konstantin Glavatskikh Maxim Vylegzhanin | Suède Daniel Richardsson Johan Olsson Anders Soedergren Marcus Hellner |

### Femmes

#### Épreuves individuelles
| Étape                                            | Lieu                               | Épreuve                            | Date                               | Vainqueur              | Deuxième               | Troisième              |
| ------------------------------------------------ | ---------------------------------- | ---------------------------------- | ---------------------------------- | ---------------------- | ---------------------- | ---------------------- |
| 1                                                | Sjusjøen                           | 10 km libre                        | 19 novembre 2011                   | Marit Bjørgen          | Charlotte Kalla        | Vibeke Skofterud       |
| Nordic Opening (25 au 27 novembre 2011)          |                                    |                                    |                                    |                        |                        |                        |
| 2                                                | Kuusamo                            | Sprint style classique             | 25 novembre 2011                   | Marit Bjørgen          | Charlotte Kalla        | Vibeke Skofterud       |
| 3                                                | Kuusamo                            | 5 km libre                         | 26 novembre 2011                   | Marit Bjørgen          | Charlotte Kalla        | Vibeke Skofterud       |
| 4                                                | Kuusamo                            | 10 km classique avec handicap      | 27 novembre 2011                   | Therese Johaug         | Marit Bjørgen          | Vibeke Skofterud       |
| 5                                                | Nordic Opening - Classement        | Nordic Opening - Classement        | Nordic Opening - Classement        | Marit Bjørgen          | Therese Johaug         | Vibeke Skofterud       |
| 6                                                | Düsseldorf                         | Sprint style libre                 | 3 décembre 2011                    | Kikkan Randall         | Natalia Matveeva       | Laurien Van Der Graaff |
| 7                                                | Davos                              | 15 km libre                        | 10 décembre 2011                   | Marit Bjørgen          | Vibeke Skofterud       | Therese Johaug         |
| 8                                                | Davos                              | Sprint style libre                 | 11 décembre 2011                   | Kikkan Randall         | Natalia Matveeva       | Maiken Caspersen Falla |
| 9                                                | Rogla                              | 10 km classique départ en ligne    | 17 décembre 2011                   | Justyna Kowalczyk      | Therese Johaug         | Vibeke Skofterud       |
| 10                                               | Rogla                              | Sprint style libre                 | 18 décembre 2011                   | Maiken Caspersen Falla | Chandra Crawford       | Ida Ingemarsdotter     |
| Tour de ski (29 décembre 2011 au 8 janvier 2012) |                                    |                                    |                                    |                        |                        |                        |
| 11                                               | Oberhof                            | 2,5 km libre (prologue)            | 29 décembre 2011                   | Justyna Kowalczyk      | Marit Bjørgen          | Hanna Brodin           |
| 12                                               | Oberhof                            | 10 km classique avec handicap      | 30 décembre 2011                   | Justyna Kowalczyk      | Therese Johaug         | Marit Bjørgen          |
| 13                                               | Oberstdorf                         | Sprint style classique             | 31 décembre 2011                   | Justyna Kowalczyk      | Marit Bjørgen          | Astrid Jacobsen        |
| 14                                               | Oberstdorf                         | 10 km skiathlon                    | 1er janvier 2012                   | Marit Bjørgen          | Justyna Kowalczyk      | Therese Johaug         |
| 15                                               | Toblach                            | 3 km classique                     | 3 janvier 2012                     | Marit Bjørgen          | Justyna Kowalczyk      | Astrid Jacobsen        |
| 16                                               | Toblach                            | Sprint style libre                 | 4 janvier 2012                     | Marit Bjørgen          | Kikkan Randall         | Justyna Kowalczyk      |
| 17                                               | Toblach                            | 15 km libre avec handicap          | 5 janvier 2012                     | Marit Bjørgen          | Justyna Kowalczyk      | Therese Johaug         |
| 18                                               | Val di Fiemme                      | 10 km classique départ en ligne    | 7 janvier 2012                     | Justyna Kowalczyk      | Marit Bjørgen          | Charlotte Kalla        |
| 19                                               | Val di Fiemme                      | 9 km libre avec handicap           | 8 janvier 2012                     | Therese Johaug         | Justyna Kowalczyk      | Marit Bjørgen          |
| 20                                               | Tour de ski - Classement           | Tour de ski - Classement           | Tour de ski - Classement           | Justyna Kowalczyk      | Marit Bjørgen          | Therese Johaug         |
| 21                                               | Milan                              | Sprint style libre                 | 14 janvier 2012                    | Ida Ingemarsdotter     | Kikkan Randall         | Maiken Caspersen Falla |
| 22                                               | Otepää                             | Sprint style classique             | 21 janvier 2012                    | Justyna Kowalczyk      | Marit Bjørgen          | Natalia Matveeva       |
| 23                                               | Otepää                             | 10 km classique                    | 22 janvier 2012                    | Justyna Kowalczyk      | Marit Bjørgen          | Therese Johaug         |
| 24                                               | Moscou                             | Sprint style libre                 | 2 février 2012                     | Justyna Kowalczyk      | Natalia Korosteleva    | Anastasia Dotsenko     |
| 25                                               | Rybinsk                            | 10 km libre départ en ligne        | 4 février 2012                     | Marit Bjørgen          | Charlotte Kalla        | Marthe Kristoffersen   |
| 26                                               | Rybinsk                            | 15 km skiathlon                    | 5 février 2012                     | Therese Johaug         | Justyna Kowalczyk      | Marit Bjørgen          |
| 27                                               | Nové Město na Moravě               | 15 km classique départ en ligne    | 11 février 2012                    | Marit Bjørgen          | Justyna Kowalczyk      | Therese Johaug         |
| 28                                               | Szklarska Poreba                   | Sprint style libre                 | 17 février 2012                    | Ida Ingemarsdotter     | Maiken Caspersen Falla | Kikkan Randall         |
| 29                                               | Szklarska Poreba                   | 10 km classique                    | 18 février 2012                    | Justyna Kowalczyk      | Marit Bjørgen          | Therese Johaug         |
| 30                                               | Lahti                              | 15 km skiathlon                    | 3 mars 2012                        | Therese Johaug         | Marit Bjørgen          | Heidi Weng             |
| 31                                               | Lahti                              | Sprint style classique             | 4 mars 2012                        | Marit Bjørgen          | Julia Ivanova          | Justyna Kowalczyk      |
| 32                                               | Drammen                            | Sprint style classique             | 7 mars 2012                        | Marit Bjørgen          | Astrid Jacobsen        | Justyna Kowalczyk      |
| 33                                               | Oslo                               | 30 km classique départ en ligne    | 11 mars 2012                       | Marit Bjørgen          | Justyna Kowalczyk      | Therese Johaug         |
| Finale Coupe du monde (14 au 18 mars 2012)       |                                    |                                    |                                    |                        |                        |                        |
| 34                                               | Stockholm                          | Sprint style classique             | 14 mars 2012                       | Marit Bjørgen          | Julia Ivanova          | Maiken Caspersen Falla |
| 35                                               | Falun                              | 2,5 km libre                       | 16 mars 2012                       | Marit Bjørgen          | Charlotte Kalla        | Marthe Kristoffersen   |
| 36                                               | Falun                              | 10 km classique départ en ligne    | 17 mars 2012                       | Justyna Kowalczyk      | Heidi Weng             | Therese Johaug         |
| 37                                               | Falun                              | 10 km libre avec handicap          | 18 mars 2012                       | Therese Johaug         | Charlotte Kalla        | Heidi Weng             |
| 38                                               | Finale Coupe du monde - Classement | Finale Coupe du monde - Classement | Finale Coupe du monde - Classement | Marit Bjørgen          | Heidi Weng             | Charlotte Kalla        |

#### Épreuves par équipes
| Étape | Lieu                 | Épreuve                        | Date             | Vainqueur                                                                    | Deuxième                                                                                   | Troisième                                                                                  |
| ----- | -------------------- | ------------------------------ | ---------------- | ---------------------------------------------------------------------------- | ------------------------------------------------------------------------------------------ | ------------------------------------------------------------------------------------------ |
| 1     | Sjusjøen             | Relais (4 × 5 km)              | 20 novembre 2011 | Norvège Vibeke Skofterud Therese Johaug Kristin Størmer Steira Marit Bjørgen | Norvège Astrid Jacobsen Ingvild Østberg Tora Berger Marthe Kristoffersen                   | Finlande Krista Lähteenmäki Aino-Kaisa Saarinen Riitta-Liisa Roponen Riikka Sarasoja-Lilja |
| 2     | Düsseldorf           | Sprint par équipes style libre | 4 décembre 2011  | Norvège Mari Eide Maiken Caspersen Falla                                     | États-Unis Sadie Bjornsen Kikkan Randall                                                   | Russie Natalia Korosteleva Natalia Matveeva                                                |
| 3     | Milan                | Sprint par équipes style libre | 15 janvier 2012  | Suède Hanna Brodin Ida Ingemarsdotter                                        | États-Unis Jessica Diggins Kikkan Randall                                                  | Canada Perianne Jones Chandra Crawford                                                     |
| 4     | Nové Město na Moravě | Relais (4 × 5 km)              | 12 février 2012  | Norvège Vibeke Skofterud Therese Johaug Astrid Jacobsen Marit Bjørgen        | Finlande Riikka Sarasoja-Lilja Aino-Kaisa Saarinen Riitta-Liisa Roponen Krista Lähteenmäki | Norvège Heidi Weng Ragnhild Haga Marthe Kristoffersen Ingvild Østberg                      |